# La casa de las alucinaciones
La casa de las alucinaciones es una novela de misterio del escritor belga Jean Ray. Pertenece a la serie protagonizada por el detective Harry Dickson, el llamado "Sherlock Holmes americano".

## Argumento
Una serie de extraños sucesos relacionados con las ciencias ocultas tienen por escenario a la llamada casa de las alucinaciones. La muerte de un vagabundo, que habitaba aquella casa, motiva la intervención del detective Harry Dickson, que habrá de enfrentarse a una banda de peligrosos espiritistas empeñados en poseer, al precio que sea, el secreto de la vida y de la muerte. Una vez más Harry Dickson tendrá que poner en juego su audacia e inteligencia.

## Capítulos
- Preliminar
- I. El señor Marwell o El hombre que no ha tenido suerte
- II. Ted Brockhurst va en busca de Harry Dickson
- III. La fantástica noche de Ted Brockhurst
- IV. El estuche de Horeb
- V. El visitante invisible
- VI. El gato
- VII. La verdad sobre la casa Pratt

## Edición en español
La casa de las alucinaciones fue la decimotercera novela aparecida en la colección «Harry Dickson», que Ediciones Júcar empezó a publicar en 1972.